# Кумово (Янаульский район)
Кумово (баш. Ҡом) — село в Янаульском районе Республики Башкортостан Российской Федерации. Входит в состав Кармановского сельсовета.

## География

### Географическое положение
Находится на речке Амзя, граничит с селом Амзя городского округа Нефтекамск. Расстояние до:
- районного центра (Янаул): 40 км,
- центра сельсовета (Карманово): 10 км,
- ближайшей ж/д станции (Амзя): 3 км.

## История
Основано башкирами Уранской волости Осинской дороги на собственных землях, известно с 1770. Фиксировалось также под названиями Сосновое Кумово, Амзя‑Тускумово. В 1795 году в 35 дворах проживало 230 человек. По договору о припуске 1811 года здесь поселились ясачные татары, перешедшие впоследствии в сословие тептярей.
В 1870 году в деревне 3-го стана Бирского уезда Уфимской губернии в 143 дворах — 820 человек (423 мужчины, 397 женщин), почти все — башкиры (и 14 татар). Имелись мечеть, училище, водяная мельница, жители занимались сельским хозяйством и лесным промыслом.
В 1896 году в деревне Байгузинской волости IV стана Бирского уезда 176 дворов и 999 жителей (535 мужчин и 464 женщины). Имелись мечеть, кузница, две лавки.
По данным переписи 1897 года в деревне проживало 1006 жителей (525 мужчин и 481 женщина), из них 979 магометан.
В 1906 году — 960 человек, мечеть, водяная мельница, 4 лавки.
В 1920 году по официальным данным в деревне было 250 дворов и 1353 жителя (685 мужчин, 668 женщин), по данным подворного подсчета — 1295 башкир, 5 тептярей, 8 жильцов и 3 работника в 252 хозяйствах, а также в железнодорожных казармах 19 русских и 5 литовцев в 6 хозяйствах. В 1926 году деревня принадлежала Янауловской волости Бирского кантона Башкирской АССР.
В 1939 году население села составляло 1068 жителей, в 1959 году — 873.
В 1982 году население — около 810 человек.
В 1989 году — 356 человек (146 мужчин, 210 женщин).
В 2002 году — 268 человек (126 мужчин, 142 женщины), башкиры (92 %).
В 2010 году — 268 человек (134 мужчины, 134 женщины).
Имеются фельдшерско‑акушерский пункт, сельский клуб, мечеть.

## Население
| 2002 | 2009 | 2010 |
| ---- | ---- | ---- |
| 268  | ↗285 | ↘268 |